# Navarro Ridge
Navarro Ridge ist ein schroffer, 5,5 km langer und bis zu 2100 m hoher Gebirgskamm im ostantarktischen Viktorialand. Er erstreckt sich von den Coombs Hills südwärts zur Westflanke des Cambridge-Gletschers.
Das Advisory Committee on Antarctic Names benannte ihn 2008 nach den Mitgliedern der Familie Navarro (Kenneth Navarro, seine Ehefrau Carol Gould Navarro, seine Schwester Suzanne McCullough Navarro, sein Bruder Steven Navarro sowie seine Kinder Eliot Gould und Tyler Gould), die zwischen 1989 und 2008 im Rahmen des United States Antarctic Program auf der McMurdo-Station, der Amundsen-Scott-Südpolstation und der Palmer-Station in unterschiedlicher Funktion tätig waren.